# Tulsa Roughnecks
Tulsa Roughnecks was een Amerikaanse voetbalclub uit Tulsa. De club werd opgericht in 1978 en opgeheven in 1984. De thuiswedstrijden werden gespeeld in het Skelly Stadium gespeeld, dat plaats biedt aan 40.000 toeschouwers. De clubkleuren waren rood-wit.

## Gewonnen prijzen
- NASL
  - Winnaar (1): 1983

## Bekende (ex-)spelers
- Roger Davies